# Брандшейд (Вестервальд)
Брандшайд (нім. Brandscheid) — громада в Німеччині, розташована в землі Рейнланд-Пфальц. Входить до складу району Вестервальд. Складова частина об'єднання громад Вестербург.
Площа — 3,03 км2. Населення становить 470 ос. (станом на 31 грудня 2020).